# Guggenheim-Stipendium
Das Guggenheim-Stipendium (englisch Guggenheim Fellowship) ist ein Stipendium, das von der US-amerikanischen John-Simon-Guggenheim-Gedächtnis-Stiftung (engl. John Simon Guggenheim Memorial Foundation) an Amerikaner (im Sinne von Einwohnern des Kontinents Amerika) vergeben wird, die sich in der Naturwissenschaft, den Sozialwissenschaften, den Geisteswissenschaften oder der Kunst hervorgetan haben. Die darstellende Kunst ist ausgeschlossen, Filmregisseure und Choreografen können aber gefördert werden.

## Förderungsleitlinien
Das renommierte Stipendium ist für erfahrene Berufstätige in der Mitte ihrer Laufbahn (mid-career) gedacht. In zwei getrennten Ausschreibungen wird jedes Jahr der Großteil der Stipendien an Nordamerikaner (US-Amerikaner und Kanadier; z. B. 2004: 185 Stipendiaten), ein kleinerer Anteil an Lateinamerikaner und karibische Staatsbürger (2004: 36 Stipendiaten) vergeben. Stipendiaten werden in der Regel für sechs oder zwölf Monate, in Ausnahmefällen auch länger gefördert. Diese Zeit soll den Geförderten die Möglichkeit geben, ihre Arbeit mit größtmöglicher schöpferischer Freiheit durchzuführen; die Förderung soll nicht für Weiterbildungen genutzt werden.

## Stipendiaten
Zu den Stipendiaten (Guggenheim Fellows) haben mehrere spätere Nobelpreisträger, Pulitzer-Preisträger und Preisträger anderer angesehener Auszeichnungen gehört. Gefördert wurden unter anderem:
- Linus Pauling (1926; Nobelpreis für Chemie 1954, 1963 Friedensnobelpreis für sein Engagement gegen Kernwaffentests)
- der Fotograf Edward Weston (1937)
- der Physiologe und Anthropologe Sherburne F. Cook (1938 und 1947)
- der Fotograf Eliot Porter (1941 und 1946)
- der Philosoph Richard B. Brandt (1943)
- der Semitist Wolf Leslau (1946 und 1947)
- der Chemiker William G. Dauben (1950 und 1965)
- der Chemiker Michael Kasha (1950)
- der Physiker Felix Bloch (1952; Nobelpreis 1952)
- der Musikwissenschaftler David Dodge Boyden (1954, 1966 und 1970)
- der Fotograf Robert Frank (1955)
- der Literaturwissenschaftler Werner Vordtriede (1957)
- der Architekt Thomas Schocken (1958)[4]
- die Schriftsteller Philip Roth und John Updike (beide 1959)
- der Historiker Theodore H. von Laue (1962 und 1974)
- die Fotografin Diane Arbus (1963 und 1966)
- der Molekular- und Zellbiologe Ernest Bueding (1963)[5]
- der Sprachwissenschafter William G. Moulton (1964)
- der Physiker Frank Oppenheimer (1965)
- die Autorin Susan Sontag (1966 und 1975)[6]
- der Blockflötenbauer Friedrich von Huene (1966–1967)
- der Literaturwissenschaftler und Schriftsteller Richard Exner (1967)
- der Sumerologe Thorkild Jacobsen (1968)
- der Künstler Donald Judd (1968)
- der Informatiker Leonard Kleinrock (1970)
- die Schriftsteller Guillermo Cabrera Infante, José Emilio Pacheco, Fernando del Paso, Augusto Roa Bastos, George Steiner (1970)[7]
- der Fotograf William Eggleston (1974)
- der Schriftsteller Robert M. Pirsig (1974)
- der Fotograf Joel Sternfeld (1978, 1982)
- der Chemiker Yuan T. Lee (1977; Nobelpreis 1986)
- der Kunsthistoriker Walter S. Gibson (1978)
- der Literaturwissenschaftler Herbert Lehnert (1978)
- der Mathematiker Branko Grünbaum (1981)[8]
- der Dichter Jared Carter (1982)
- der Chemiker Amos Smith (1985)
- der Biologe Jerry Coyne (1989)
- die Literaturwissenschaftlerin Gabriele Schwab (1989)
- der Physiker Carl Edwin Wieman (1990–1991; Nobelpreis 2001)
- die Verhaltensforscherin und Bioakustikerin Katy Payne (1990)
- der Psychologe und Dichter Keith Holyoak (1991)
- der Komponist Sebastian Currier (1992)
- die Malerin Sue Williams (1993)
- die Philosophin Judith Butler (1999)[9]
- der Psychologe John A. Bargh (2001)
- die Fotografin Taryn Simon (2001)
- die Tanzkritikerin Deborah Jowitt (2002)
- die Video- und Animationskünstlerin Karen Yasinsky (2002)[10]
- der Fotograf Mitch Epstein (2003)
- der Schriftsteller Scott Spencer (2004)
- der Sachbuchautor und Schriftsteller Alberto Manguel (2004)[11]
- die Filmemacherin Amie Siegel (2007)[12]
- der Architekturhistoriker Michael J. Lewis (2008)
- der Philosoph Alva Noë (2012)[13]
- der Biologe Harold F. Greeney (2015)
- der Anthropologe Glenn Davis Stone (2016)
- die Astrophysikerin Feryal Özel (2016)

Die John Simon Guggenheim Memorial Foundation wurde 1925 zum Zweck der Stipendienvergabe von dem US-amerikanischen Geschäftsmann und Politiker Simon Guggenheim und seiner Frau zum Andenken an ihren am 26. April 1922 gestorbenen Sohn John Simon Guggenheim gegründet. Simon Guggenheim war der jüngere Bruder von Solomon R. Guggenheim, der die Solomon R. Guggenheim Foundation gründete, der weltweit die Guggenheim-Museen (z. B. das Guggenheim-Museum in New York) gehören. Die beiden Stiftungen stehen aber in keinem Zusammenhang.